# NBA Live 96
NBA Live 96 è un videogioco di pallacanestro sviluppato da EA Canada per PlayStation, Sega Mega Drive, SNES e MS-DOS e da Tiertex per Game Boy ed edito da EA Sports e da THQ.
In copertina è raffigurato Shaquille O'Neal degli Orlando Magic. Giocatori quali Michael Jordan e Charles Barkley non sono inclusi nel gioco per problemi con le licenze, ma, nelle versioni per console, possono essere sbloccati attraverso dei codici segreti.